# ホロスコープ〜あなたの星座〜
『ホロスコープ〜あなたの星座〜』（ホロスコープ あなたのせいざ）は、日本の楽曲。作詞：吉岡治、作曲：岸本健介、編曲：神保正明、歌：榊原郁恵。

## 概要
1978年12月から1979年1月までNHKの『みんなのうた』で紹介。男性の性格を星座別に歌った楽曲である。
この曲に合わせて流れるアニメーションは「とこいった」という人物が担当したが、これは堀口忠彦の変名である。堀口がこの変名を使ったのは『みんなのうた』ではこの曲が初で、その後も「コンピューターおばあちゃん」などのアニメーション担当時に使用した。
榊原の初の『みんなのうた』採用曲であるが、本放送時と同じように何日にもわたっての再放送が行われたのは1980年2月から同年3月までの一度しかなく、繰り返し再放送が行われている後発の「しあわせのうた」に比べるとマイナーな存在となっている。2011年1月1日に榊原本人が出演した『みんなのうたスペシャル』でも、「しあわせのうた」は取り上げられたが本曲は取り上げられなかった。だが、この年に始まった「みんなのうた発掘プロジェクト」で映像が見つかり、2012年3月28日未明（27日深夜）放送の『みんなのうた発掘スペシャル』で32年ぶりの再放送が行われた。
この曲は、榊原の所属レーベルである日本コロムビアから2016年4月27日に発売された音楽CD『NHKみんなのうた 55 アニバーサリー・ベスト〜しまうまとライオン〜』に収録された。この曲のCD化はこれが初である。